# Grodzki Młyn
Grodzki Młyn (niem. Burgmühle) – osada w Polsce położona w województwie warmińsko-mazurskim, w powiecie kętrzyńskim, w gminie Reszel, w sołectwie Mnichowo.
W latach 1975–1998 miejscowość administracyjnie należała do województwa olsztyńskiego.
Miejscowość jest położona ok. 1 km na północ od Mnichowa.

## Historia
Dawniej we wsi znajdował się młyn. Do 1370 r. miejscowość nazywała się Burgfefen Mole/Burggrafen Muhle. Potem do 1755 r. nosiła nazwę Burgmuhle.
Osada znajduje się w historycznym regionie Warmia.